# فرانسوا رینولت
فرانسوا رینولت (فرانسوی: François Regnault‎؛ زادهٔ ۱۴ نوامبر ۱۹۳۸) فیلسوف، و نمایش‌نامه‌نویس اهل فرانسه است.
وی همچنین مدرس دانشگاهی در دانشگاه پاریس ۸ تا قبل از بازنشستگی بود.